# Terthrotica macrophaea
Terthrotica macrophaea är en fjärilsart. Terthrotica macrophaea ingår i släktet Terthrotica och familjen praktmalar, Oecophoridae. Inga underarter finns listade i Catalogue of Life.